# Tutti morimmo a stento
Albums de Fabrizio De André
Volume I
(1967) Volume III
(1968)
Tutti morimmo a stento (en français : « Nous agonisâmes tous péniblement ») est le troisième album du chanteur italien Fabrizio De André paru en 1968 chez la maison de disques Bluebell Records.

## Historique
L’idée de cet album est venue à De André après avoir écouté Days of Future Passed des Moody Blues[réf. nécessaire], réalisé avec le London Symphony Orchestra. La chanson Ballata degli impiccati a été écrite en s'inspirant des poèmes de François Villon.

## Titres de l'album
Toutes les chansons sont de Fabrizio De André sauf mention :
| No | Titre                                                        | Auteur                         | Durée |
| -- | ------------------------------------------------------------ | ------------------------------ | ----- |
| 1. | Cantico dei drogati                                          | De André, Riccardo Mannerini   | 7:06  |
| 2. | Primo intermezzo                                             |                                | 1:57  |
| 3. | Leggenda di Natale (D'après Le Père Noël et la Petite Fille) | De André, Georges Brassens     | 3:14  |
| 4. | Secondo intermezzo                                           |                                | 1:56  |
| 5. | Ballata degli impiccati                                      | De André, Giuseppe Bentivoglio | 4:22  |
| 6. | Inverno                                                      |                                | 4:10  |
| 7. | Girotondo                                                    |                                | 3:06  |
| 8. | Terzo intermezzo                                             |                                | 2:12  |
| 9. | Recitativo/Corale (Leggenda del Re infelice)                 | De André                       | 5:45  |